# 非金属性
非金属性（氧化性）指原子、分子或离子在化学反应中吸收电子能力。吸收电子能力越强的粒子其非金属性也就越强；反之则越弱，而其金属性（还原性）就越强。非金属性最强的元素是氟。

## 比较规律
- 由原子单质的氧化性判断：一般情况下，单质氧化性越强，对应元素非金属性越强。
- 由对应气态氢化物的稳定性判断：气态氢化物越稳定，非金属性越强。
- 由与氢气化合的难易程度判断：化合越容易，非金属性越强。
- 由最高价氧化物对应水化物的酸性来判断：酸性越强，非金属越强。（除氟元素之外，详见下面）
- 由置换反应判断：强置弱。〔若依据置换反应来说明元素的非金属性强弱，则非金属单质应做氧化剂，非金属单质做还原剂的置换反应不能作为比较非金属性强弱的依据〕

值得注意的是：氟元素没有正价态，故没有氟的含氧酸，所以最高价氧化物对应水合物的酸性最强的是高氯酸，而不是非金属性高于氯的氟元素！本规律只适用于氟元素之外的非金属元素。
- 由对应阴离子的还原性判断：还原性越强，对应非金属性越弱。
- 在非金属元素的化合物中，显负化合价的元素的非金属性较强。
- 按元素周期律，同周期元素由左到右，随核电荷数的增加，非金属性增强；
- 同主族元素由上到下，随核电荷数的增加，非金属性减弱。